# Краків (автовокзал)

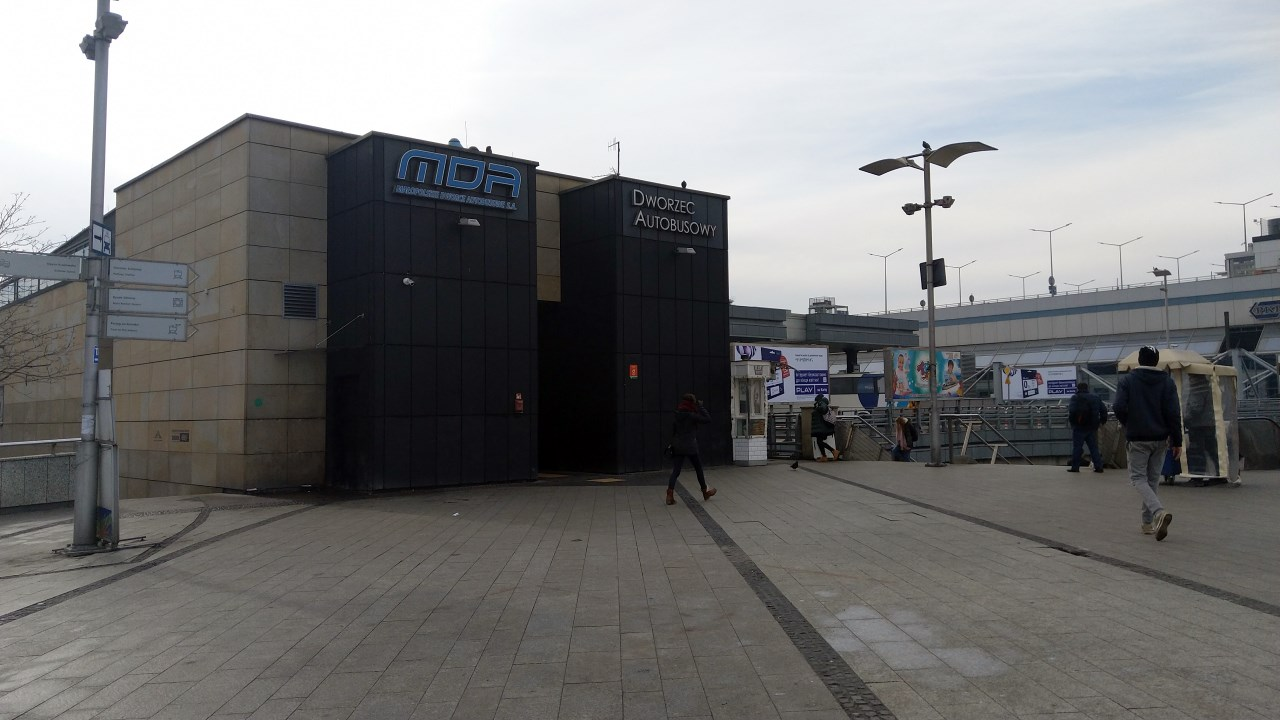
Бічний вхід

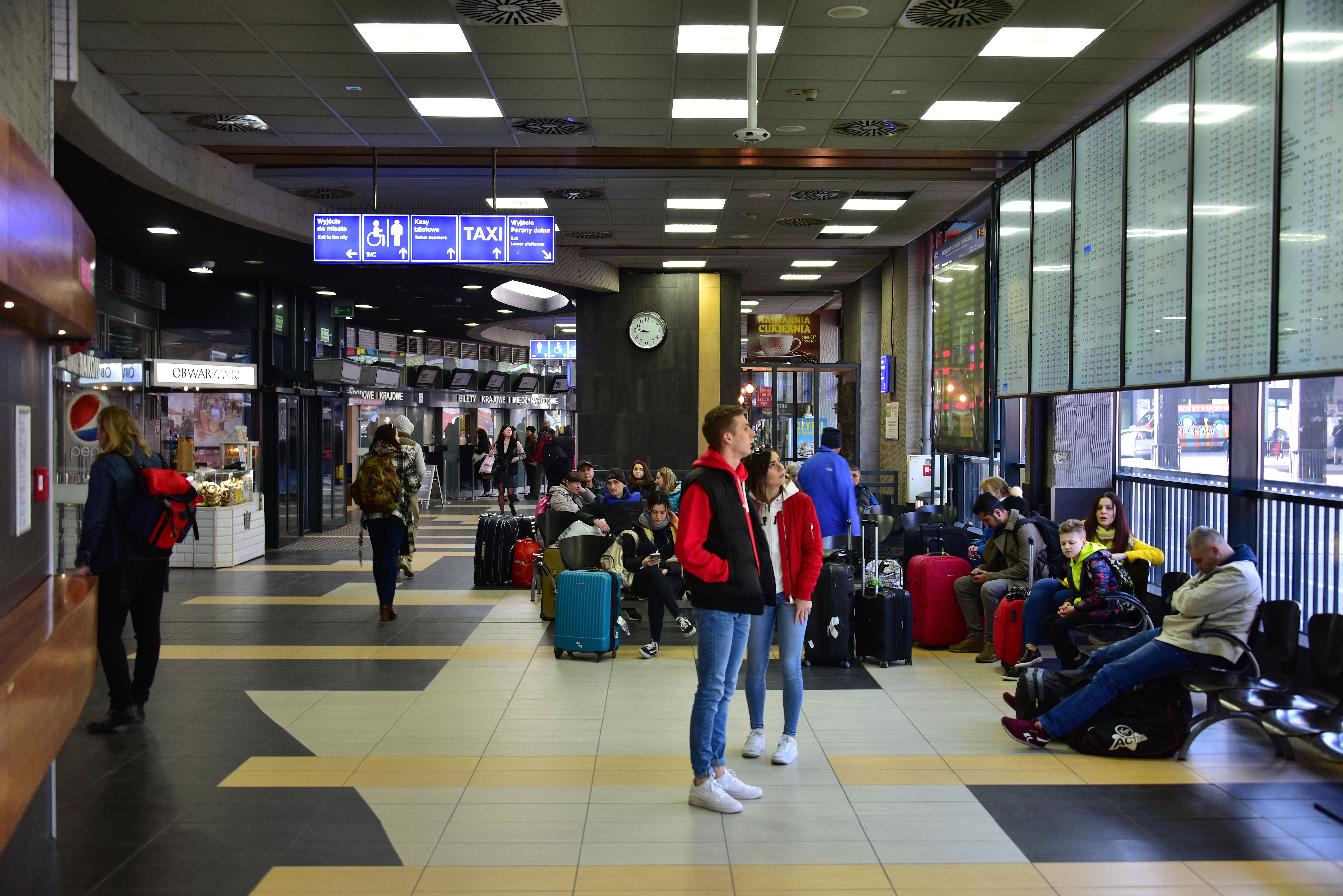
Інтер'єр станції

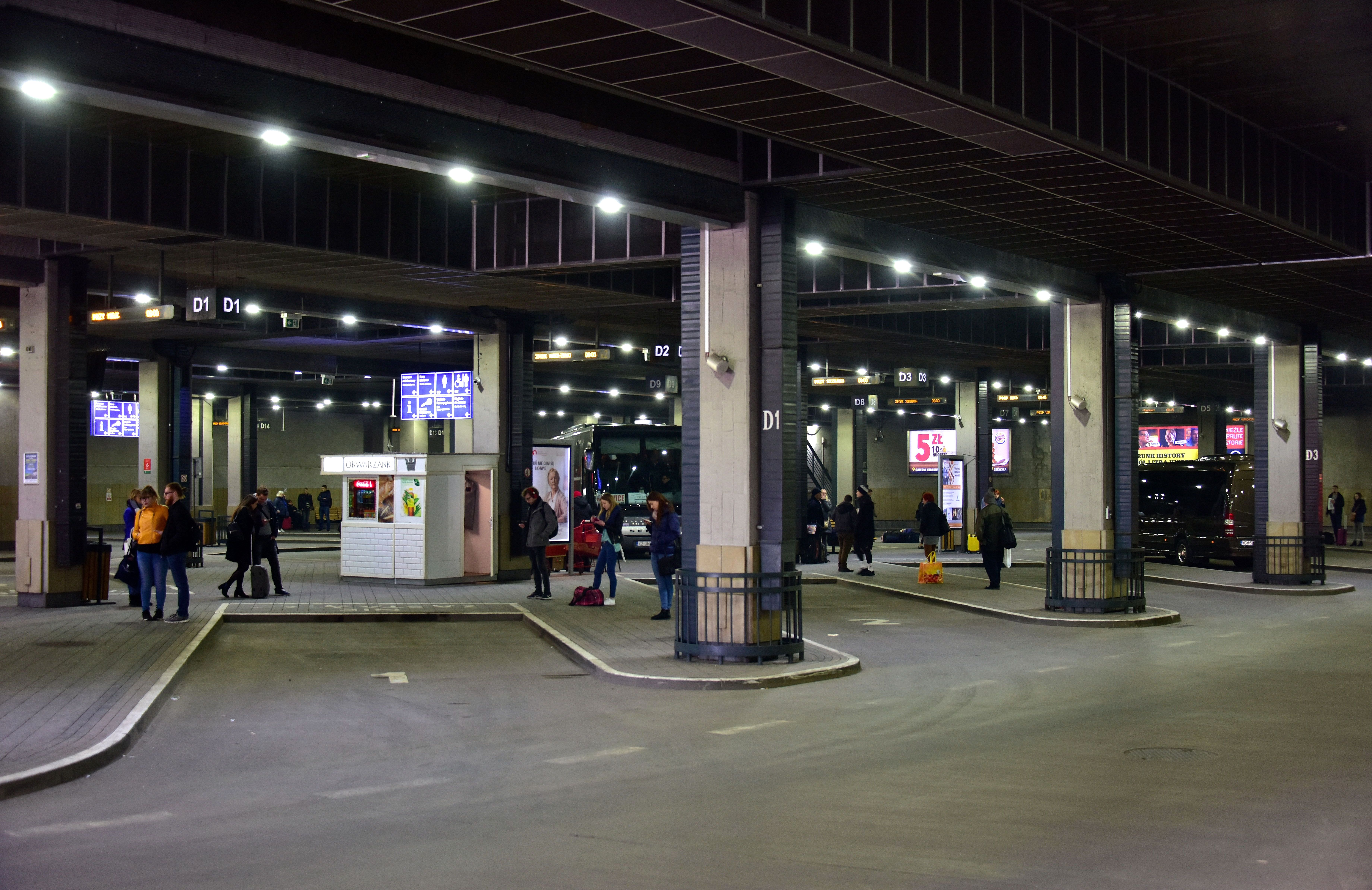
Нижня частина вокзалу

Автовокзал MDA в Кракові — центральний автовокзал (ZOB) польського міста Краків у Малопольському воєводстві. MDA означає Małopolskie Dworce Autobusowe, українською мовою: автостанції в Малопольському воєводстві. Має 32 автобусні платформи на двох рівнях. Від ZOB курсують міжміські автобуси до всіх великих міст Польщі та Європи. Автовокзал, розташований у Кракові за адресою вул. Босацка 18, в безпосередній близькості від залізничної станції Kraków Główny.

## Історія
Перша центральна автобусна станція в Кракові була побудована в 1929 році на площі св. Дуча. У 1950 році його перенесли на площу Згоди на захід від головного залізничного вокзалу. Сьогоднішній ZOB був створений у 2005 році як частина KCK (Krakowskie Centrum Komunikacyjne), коли на місці колишнього ZOB був побудований універмаг Galeria Krakowska. Підрядником виступила Budimex-Dromex S.A., а вартість будівництва становила 24 мільйони злотих. З 2013 року ним керує Małopolskie Dworce Autobusowe S.A.

## Сполучення
Автовокзал пов'язаний із Залізничним вокзалом (прохід від нижньої плити станції MDA через підземний вестибюль Головного залізничного вокзалу Кракова) та тунелем Краківського швидкого трамвая. Біля Дольної Плити, на вулиці Віта Ствоша, знаходиться зупинка Dworzec Główny Wschód, звідки відправляються автобуси, зокрема: до аеропорту Краків-Баліце. Трамвайний транспорт доступний із зупинок на вулиці Pawia (перетин Galeria Krakowska) та Lubicz (перетин залізничного вокзалу).